# Marcin Robak
Marcin Andrzej Robak (ur. 29 listopada 1982 w Legnicy) – polski piłkarz występujący na pozycji napastnika, reprezentant Polski.
W latach 2010–2014 dziewięciokrotnie wystąpił w reprezentacji Polski w piłce nożnej, strzelając jedną bramkę. 
Jako piłkarz Pogoni Szczecin zdobył w sezonie 2013/2014 koronę króla strzelców Ekstraklasy. To samo, tyle że w I lidze, uczynił grając dla Widzewa Łódź w sezonie 2009/2010. W 2015 oraz w 2016 zdobył z Lechem Poznań Superpuchar Polski. W jego barwach w sezonie 2016/2017, po raz drugi w karierze został królem strzelców Ekstraklasy. W 2008 został wybrany Pierwszoligowcem Roku w plebiscycie Piłki Nożnej. W 2014 znalazł się w najlepszej drużynie sezonu Polskiego Związku Piłkarzy. W sezonach 2013/2014 oraz 2016/2017 był wybierany najlepszym napastnikiem Ekstraklasy.  
Jako strzelec 120 goli w Ekstraklasie jest członkiem Klubu 100, klasyfikacji uwzględniającej piłkarzy, którzy podczas swojej kariery strzelili co najmniej 100. bramek w rozgrywkach o mistrzostwo Polski. Z dorobkiem 77 goli jest najlepszym strzelcem w historii Widzewa Łódź. 

## Życiorys

### Początki kariery
Robak wychował się w Konfeksie Legnica. Karierę zaczynał jako bramkarz, zafascynowany występami Jorge Camposa na mundialu w USA. Zmianę pozycji przyniósł turniej halowy, podczas którego trener zadecydował, że Robak zagra w ataku. Młody zawodnik został wówczas najlepszym strzelcem imprezy. W wieku 16 lat chodził już na treningi z pierwszą drużyną, a w 2002 roku przeniósł się do sąsiedniej Miedzi. Dobre występy w tym zespole zaowocowały zainteresowaniem Śląska Wrocław, jednak transfer uniemożliwił brak porozumienia w sprawie ceny za wykup młodego napastnika. Pół roku później piłkarz był testowany między innymi w Górniku Łęczna, Ostrowcu Świętokrzyskim i Paderborn.

### Pierwsze kluby w Ekstraklasie
Ostatecznie piłkarz trafił do Korony Kielce. W jej barwach zadebiutował 7 marca 2006 roku w wygranym 3:0 meczu Pucharu Polski z Legią Warszawa. Po raz pierwszy na boiskach Ekstraklasy pojawił się 25 marca 2006 roku w spotkaniu z Wisłą Płock (0:1), natomiast pierwszą bramkę dla złocisto-krwistych zdobył 29 kwietnia 2006 roku w meczu z Legią (2:2). W kolejnym sezonie Robak był już podstawowym zawodnikiem Korony, w całym sezonie zdobywając 10 bramek w Ekstraklasie i jedną w Pucharze Polski.
Po sezonie zamienił zdegradowaną za korupcję Koronę na łódzki Widzew, gdzie miał być pierwszoplanową postacią drużyny grającej na zapleczu Ekstraklasy. Debiut i pierwszą bramkę dla Widzewa zaliczył 10 sierpnia w przegranym 3:4 meczu z Zagłębiem Lubin. W debiutanckim sezonie w zespole z Łodzi zajął drugie miejsce w klasyfikacji najlepszych strzelców ligi (za Ilijanem Micanskim), zdobywając 20 bramek.

### Debiut w reprezentacji
Pomimo zajęcia pierwszej pozycji w tabeli końcowej, Widzew wraz z Robakiem pozostał w I lidze na kolejny rok. Była to kara dla łódzkiej drużyny za udział w aferze korupcyjnej. W nowym sezonie Robaka nie opuściła dobra passa strzelecka, dzięki czemu został powołany do reprezentacji Polski. W narodowej drużynie zadebiutował 17 stycznia 2010 roku w przegranym spotkaniu z Danią w ramach Pucharu Króla Tajlandii, a swojego pierwszego i jedynego gola dla Polski strzelił w meczu z Tajlandią.
Ostatecznie rozgrywki w I lidze Robak zakończył z 18 trafieniami, co dało mu pierwszy w karierze tytuł króla strzelców. Jego drużyna awansowała też do Ekstraklasy. Początek nowego sezonu dla piłkarza zaczął się źle – jeszcze w okresie przygotowawczym doznał urazu, po którym musiał być operowany w Niemczech. Pierwszy występ w nowych rozgrywkach przypadł na mecz 18 września 2010 roku ze Śląskowi Wrocław, w którym Robak od razu skompletował hat-tricka, a mecz zakończył się wygraną Widzewa 5:2. W grudniu napastnik został ponownie powołany do reprezentacji.

### Wyjazd do Turcji

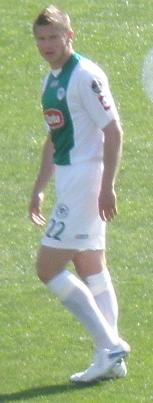
Marcin Robak w barwach Konyasporu (2011)

W połowie sezonu Robak został wykupiony przez turecki Konyaspor, gdzie 12 stycznia 2011 roku podpisał kontrakt ważny do połowy 2013 roku. Debiut w barwach nowego klubu zaliczył 23 stycznia w spotkaniu z Bursasporem (0:0). 12 lutego zdobył swoje pierwsze dwie bramki dla Konyasporu w przegranym meczu z Bucasporem (2:3). Ostatecznie Konyaspor nie zdołał się utrzymać w tureckiej ekstraklasie. Przez cały następny sezon Robak był podstawowym zawodnikiem drużyny występującej w TFF 1. Lig.
Po sezonie piłkarz został wykupiony przez ekstraklasowe Mersin İdman Yurdu. 26 sierpnia 2012 podpisał dwuletni kontrakt. Nie zdołał tam się jednak przebić do pierwszego składu, rozgrywając jedynie dwa mecze w Pucharze Turcji. Jak przyznał sam piłkarz, powodem takiego stanu rzeczy, było niechęć trenera Mersin do usług Robaka. Już po pół roku napastnik dostał wolną rękę w poszukiwaniu nowego klubu

### Powrót do Polski

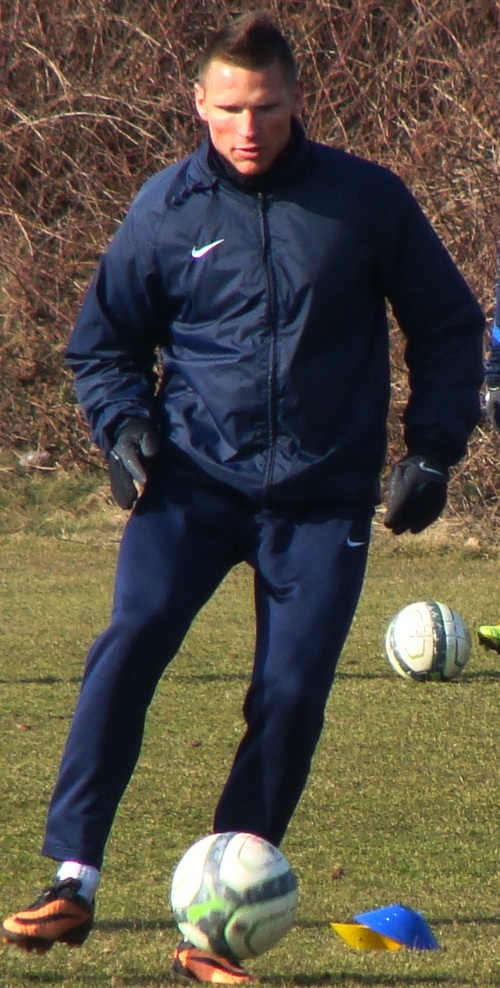
Marcin Robak podczas treningu Pogoni Szczecin (2014)

Najbardziej zdeterminowany, aby pozyskać Robaka okazał się Piast Gliwice, gdzie podpisał 2,5-letnią umowę. W pierwszej rundzie zdobył cztery bramki, przyczyniając się do awansu gliwickiej drużyny do kwalifikacji Ligi Europejskiej. Jego debiut w tych rozgrywkach przypadł na mecz z Karabachem Agdam, w którym Robak strzelił gola. Ostatecznie polska drużyna odpadła z kwalifikacji po dogrywce w drugim meczu, w którym Robak również trafił do siatki. Jeszcze w tym samym okienku transferowym piłkarza z Piasta wykupiła Pogoń Szczecin wykorzystując zawartą w kontrakcie niską kwotę odstępnego.
13 sierpnia 2013 roku Robak podpisał trzyletnią umową ze szczecińskim klubem. Zadebiutował w cztery dni później w przegranym 1:3 meczu Pucharu Polski z Zawiszą Bydgoszcz, w którym od razu strzelił bramkę. W lidze zadebiutował 24 sierpnia w wygranym 3:2 meczu przeciw Jagiellonii Białystok, a pierwszego gola w lidze strzelił Lechowi Poznań 20 września w wygranym meczu 2:1.
8 września 2013 roku Robak po trzech latach przerwy dostał powołanie do gry w reprezentacji Polski.
29 października 2013 roku Robak rozegrał swój setny mecz w Ekstraklasie. Jubileusz udało mu się uczcić hat trickiem strzelając gole swojej byłej drużynie, Piastowi Gliwice (mecz zakończył się wygraną Pogoni 4:0).

### Historyczny wyczyn
Kilka miesięcy później, w kolejnym meczu z Lechem Poznań poprawił swoje poprzednie osiągnięcie zdobywając w jednym meczu aż pięć goli, stając się jednocześnie trzecim w XXI wieku piłkarzem z takim osiągnięciem w Ekstraklasie. Jego wyczyn został także zauważony za granicą.
Sezon 2013/2014 zakończył z 25 trafieniami na koncie (w tym 22 w Ekstraklasie), dzięki czemu zdobył tytuł króla strzelców Ekstraklasy. Ofertę za Robaka złożyło Guizhou Renhe, a sam piłkarz postanowił ponownie spróbować sił za granicą. Pomimo podpisania umowy, chiński klub zrezygnował z usług polskiego napastnika. W związku z niedotrzymaniem umowy, Robak chciał występować do FIFA o odszkodowanie. W międzyczasie piłkarz podpisał nową, dwuletnią umowę z Pogonią i 2 sierpnia powrócił na boiska Ekstraklasy. W rundzie jesiennej strzelił w sumie 5 bramek, po czym w październiku doznał poważnej kontuzji w grze sparingowej i nie zagrał już do końca roku. Na wiosnę Robak pojawił się na boisku w 9 meczach w których strzelił 7 bramek, po czym ponownie doznał urazu.

### Jedyne klubowe trofeum
Po zakończonym sezonie 2014/2015 z klauzuli odstępnego w kontrakcie Robaka skorzystał Lech Poznań. Ówczesny Mistrz Polski podpisał z piłkarzem dwuletni kontrakt.
W nowym zespole Robak zadebiutował 10 lipca 2015 roku w wygranym 3:1 meczu o Superpuchar Polski z Legią Warszawa, zdobywając jednocześnie jedyne w swojej karierze klubowe trofeum. Już w swoim pierwszym ligowym występie w Lechu, zmierzył się ze swoim poprzednim klubem – Pogonią Szczecin. Piłkarz zanotował w tym meczu asystę, ale mimo tego Pogoń wygrała to starcie 1:2. Swojego pierwszego gola w barwach poznańskiej drużyny strzelił w meczu drugiej kolejki Ekstraklasy przeciwko Lechii Gdańsk, ustalając wynik meczu na 2:1 dla Lecha. W sezonie 2015/2016, z powodu kontuzji kostki wystąpił jedynie w 13 meczach Lecha, strzelając 2 bramki. W grudniu 2015 poddał się operacji kontuzjowanego stawu skokowego, która z czasem pomogła mu w odzyskaniu pełnej sprawności. 7 lipca 2016, po raz drugi zdobył z Lechem Poznań Superpuchar Polski. Jego zespół pokonał wówczas przy Łazienkowskiej 4:1, Legię Warszawa, a on sam zanotował asystę przy bramce Dariusza Formelli, na 3:1. W sezonie 2016/2017, strzelając 18 bramek, po raz drugi w karierze, tym razem wraz Marco Paixao z Lechii Gdańsk, został królem strzelców Ekstraklasy, a dodatkowo piłkarze wybrali go najlepszym napastnikiem tych rozgrywek. Piłkarz w tamtym sezonie w podstawowym składzie rozegrał 21 z 37 ligowych spotkań Lecha, rywalizując wówczas o miejsce na środku ataku z Dawidem Kownackim. Ponadto rozegrał 6 meczów w Pucharze Polski, strzelając w nich 3 bramki i wystąpił z Lechem do finału rozgrywanego na Stadionie Narodowym w Warszawie, gdzie jego drużyna przegrała po dogrywce 1:2 z Arką Gdynia.

### Klub 100

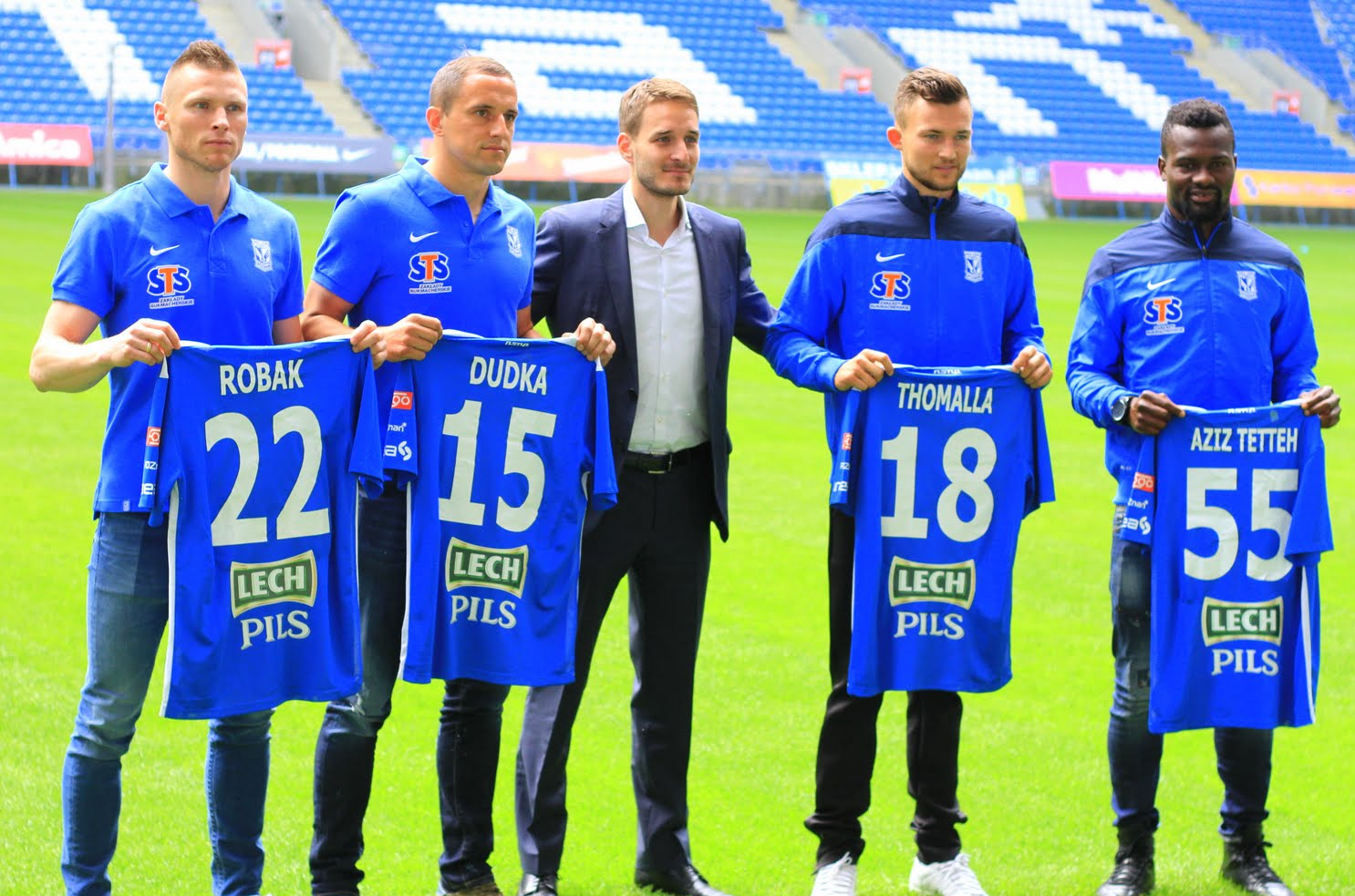
Marcin Robak (pierwszy od lewej) podczas prezentacji nowych piłkarzy Lecha Poznań (2015)

Po sezonie 2016/17 i licznych nieporozumieniach z ówczesnym trenerem Lecha, Nenadem Bjelicą, Marcin Robak zdecydował się opuścić Poznań.
19 lipca 2017 podpisał dwuletni kontrakt ze Śląskiem Wrocław. W nowej drużynie zadebiutował 24 lipca 2017, w przegranym 0:1, derbowym, meczu z Zagłębiem Lubin. 4 sierpnia 2017, w 9 minucie, zremisowanego 1:1, meczu z Piastem Gliwice, strzelił swoją pierwszą bramkę dla Śląska.
30 kwietnia 2018 wykorzystując rzut karny w meczu 33. kolejki z Lechią Gdańsk (3:1), zdobył swoją 100. bramkę w Ekstraklasie i trafił tym samym do elitarnego Klubu 100 polskiej ligi. Zawodnik 74 z nich zdobył po trzydziestym roku życia.

### Powrót do Widzewa
W 2019 zdecydował się kontynuować karierę w Widzewie Łódź, gdzie dekadę wcześniej świętował awans do Ekstraklasy i zdobycie tytułu króla strzelców I ligi. Otrzymał koszulkę z numerem 9 i został wybrany kapitanem zespołu. Już w pierwszym meczu ligowym, skutecznie wykonując rzut karny, zdobył wyrównującą bramkę, a jego zespół wygrał z Gryfem Wejherowo 2:1. 24 września 2019 w meczu 1. rundy Pucharu Polski zdobył dwie bramki w meczu ze Śląskiem Wrocław, które zapewniły Widzewowi awans do kolejnego etapu. 30 października 2019 zdobył bramkę w pucharowym meczu z Legią Warszawa (2:3). W sezonie 2019/20 Robak wystąpił łącznie w 34 meczach, w których strzelił 24 gole i zanotował 8 asyst, oraz awansował z drużyną do I ligi. W rozgrywkach ligowych zdobył 21 bramek co pozwoliło mu zająć drugie miejsce w klasyfikacji strzelców II ligi. W sezonie 2020/2021 wystąpił w 30 meczach I ligi (20 w wyjściowej jedenastce i 10 jako rezerwowy), strzelając 7 bramek natomiast drużyna zakończyła rozgrywki na 9. miejscu w tabeli. 
29 listopada 2022 poinformował o zakończeniu kariery piłkarskiej. 

## Statystyki

### Klubowe
Aktualne na 15 października 2022:
| Klub               | Sezon                | Liga                 | Liga  | Liga   | Puchar kraju | Puchar kraju | Puchar Ekstraklasy | Puchar Ekstraklasy | Europa | Europa | Inne  | Inne   | Suma  | Suma   |
| Klub               | Sezon                | Liga                 | Mecze | Bramki | Mecze        | Bramki       | Mecze              | Bramki             | Mecze  | Bramki | Mecze | Bramki | Mecze | Bramki |
| ------------------ | -------------------- | -------------------- | ----- | ------ | ------------ | ------------ | ------------------ | ------------------ | ------ | ------ | ----- | ------ | ----- | ------ |
| Korona Kielce      | 2005/06              | I liga               | 10    | 2      | 3            | 0            | –                  | –                  | –      | –      | –     | –      | 13    | 2      |
| Korona Kielce      | 2006/07              | I liga               | 28    | 7      | 7            | 3            | 6                  | 2                  | –      | –      | –     | –      | 41    | 12     |
| Korona Kielce      | 2007/08              | I liga               | 28    | 10     | 1            | 0            | 2                  | 1                  | –      | –      | –     | –      | 31    | 11     |
| Korona Kielce      | Łącznie              | Łącznie              | 66    | 19     | 11           | 3            | 8                  | 3                  | –      | –      | –     | –      | 85    | 25     |
| Widzew Łódź        | 2008/09              | I liga               | 30    | 20     | 1            | 0            | –                  | –                  | –      | –      | –     | –      | 31    | 20     |
| Widzew Łódź        | 2009/10              | I liga               | 33    | 18     | 1            | 0            | –                  | –                  | –      | –      | –     | –      | 34    | 18     |
| Widzew Łódź        | 2010/11 (j.)         | Ekstraklasa          | 10    | 7      | 1            | 0            | –                  | –                  | –      | –      | –     | –      | 11    | 7      |
| Konyaspor          | 2010/11 (w.)         | Süper Lig            | 16    | 5      | 0            | 0            | –                  | –                  | –      | –      | –     | –      | 16    | 5      |
| Konyaspor          | 2011/12              | TFF 1. Lig           | 32    | 8      | 0            | 0            | –                  | –                  | –      | –      | 2     | 0      | 34    | 8      |
| Konyaspor          | Łącznie              | Łącznie              | 48    | 13     | 0            | 0            | –                  | –                  | –      | –      | –     | –      | 50    | 13     |
| Mersin İdman Yurdu | 2012/13 (j.)         | Süper Lig            | 0     | 0      | 2            | 0            | –                  | –                  | –      | –      | –     | –      | 2     | 0      |
| Piast Gliwice      | 2012/13 (w.)         | Ekstraklasa          | 11    | 4      | 0            | 0            | –                  | –                  | –      | –      | –     | –      | 11    | 4      |
| Piast Gliwice      | 2013/14 (j.)         | Ekstraklasa          | 3     | 1      | 0            | 0            | –                  | –                  | 2      | 2      | –     | –      | 5     | 3      |
| Piast Gliwice      | Łącznie              | Łącznie              | 14    | 5      | 0            | 0            | –                  | –                  | 2      | 2      | –     | –      | 16    | 7      |
| Pogoń Szczecin     | 2013/14              | Ekstraklasa          | 32    | 21     | 1            | 1            | –                  | –                  | –      | –      | –     | –      | 33    | 22     |
| Pogoń Szczecin     | 2014/15              | Ekstraklasa          | 17    | 11     | 1            | 1            | –                  | –                  | –      | –      | –     | –      | 18    | 12     |
| Pogoń Szczecin     | Łącznie              | Łącznie              | 49    | 32     | 2            | 2            | –                  | –                  | –      | –      | –     | –      | 51    | 34     |
| Lech Poznań        | 2015/16              | Ekstraklasa          | 8     | 2      | 1            | 0            | –                  | –                  | 3      | 0      | 1     | 0      | 13    | 2      |
| Lech Poznań        | 2016/17              | Ekstraklasa          | 37    | 18     | 6            | 3            | –                  | –                  | –      | –      | 1     | 0      | 43    | 21     |
| Lech Poznań        | 2017/18              | Ekstraklasa          | 0     | 0      | 0            | 0            | –                  | –                  | 1      | 0      | –     | –      | 1     | 0      |
| Lech Poznań        | Łącznie              | Łącznie              | 45    | 20     | 7            | 3            | –                  | –                  | 4      | 0      | 2     | 0      | 57    | 23     |
| Śląsk Wrocław      | 2017/18              | Ekstraklasa          | 33    | 19     | 1            | 0            | –                  | –                  | –      | –      | –     | –      | 34    | 19     |
| Śląsk Wrocław      | 2018/19              | Ekstraklasa          | 35    | 18     | 0            | 0            | –                  | –                  | –      | –      | –     | –      | 35    | 18     |
| Śląsk Wrocław      | Łącznie              | Łącznie              | 68    | 37     | 1            | 0            | –                  | –                  | –      | –      | –     | –      | 69    | 37     |
| Widzew Łódź        | 2019/20              | II liga              | 20    | 15     | 2            | 3            | –                  | –                  | –      | –      | –     | –      | 22    | 18     |
| Widzew Łódź        | 2020/21              | I liga               | 30    | 7      | 1            | 0            | –                  | –                  | –      | –      | –     | –      | 31    | 7      |
| Widzew Łódź        | Łącznie (dwa pobyty) | Łącznie (dwa pobyty) | 123   | 67     | 6            | 3            | –                  | –                  | –      | –      | –     | –      | 129   | 70     |
| Łącznie w karierze | Łącznie w karierze   | Łącznie w karierze   | 467   | 212    | 29           | 11           | 8                  | 3                  | 6      | 2      | 4     | 0      | 514   | 228    |

### Reprezentacyjne
Aktualne na 15 października 2022:
| lp. | Data              | Miejsce           | Przeciwnik           | Rezultat | Rozgrywki              | Grał   | Uwagi | Raport |
| --- | ----------------- | ----------------- | -------------------- | -------- | ---------------------- | ------ | ----- | ------ |
| 1.  | 17 stycznia 2010  | Nakhon Ratchasima | Dania                | 1-3      | Puchar Króla Tajlandii | od 70' |       | [ 9 ]  |
| 2.  | 20 stycznia 2010  | Nakhon Ratchasima | Tajlandia            | 3-1      | Puchar Króla Tajlandii | od 70' | 86'   | [ 10 ] |
| 3.  | 23 stycznia 2010  | Nakhon Ratchasima | Singapur             | 6-1      | Puchar Króla Tajlandii | od 46' |       | [ 57 ] |
| 4.  | 10 grudnia 2010   | Antalya           | Bośnia i Hercegowina | 2-2      | mecz towarzyski        | od 56' |       | [ 58 ] |
| 5.  | 10 września 2013  | Serravalle        | San Marino           | 5-1      | elim. MŚ 2014          | od 55' |       | [ 59 ] |
| 6.  | 15 listopada 2013 | Wrocław           | Słowacja             | 0-2      | mecz towarzyski        | od 76' |       | [ 60 ] |
| 7.  | 19 listopada 2013 | Poznań            | Irlandia             | 0-0      | mecz towarzyski        | od 89' |       | [ 61 ] |
| 8.  | 5 marca 2014      | Warszawa          | Szkocja              | 0-1      | mecz towarzyski        | od 74' |       | [ 62 ] |
| 9.  | 13 maja 2014      | Hamburg           | Niemcy               | 0-0      | mecz towarzyski        | do 52' |       | [ 63 ] |

## Sukcesy

### Lech Poznań
- Superpuchar Polski: 2015, 2016

### Indywidualne
- Król strzelców I ligi: 2009/2010 (18 goli)
- Król strzelców Ekstraklasy: 2013/2014 (22 gole), 2016/2017 (18 goli)[64]
- Pierwszoligowiec roku w plebiscycie Piłki Nożnej w 2008[65]
- Najlepszy napastnik Ekstraklasy: 2013/2014[66], 2016/2017
- Najlepsza jedenastka 2014 roku Polskiego Związku Piłkarzy[67]
- Klub 100: 2018

### Rekordy
- Najskuteczniejszy zawodnik w historii Widzewa Łódź: 77 goli[68]

## Życie prywatne
Ma żonę Patrycję oraz dwóch synów: Antoniego i Franciszka.